# Juris Hartmanis
Juris Hartmanis (né le 5 juillet 1928 à Riga en Lettonie et mort le 29 juillet 2022) est un informaticien américain d'origine lettonne. Avec Richard Stearns, il a reçu en 1993 le prix Turing pour leur travail commun.  Leurs recherches ont conduit à la naissance de la théorie de la complexité des algorithmes.

## Biographie
Né en Lettonie, Juris Hartmanis a d'abord émigré en Allemagne après la Seconde Guerre mondiale. Il a obtenu une licence en physique de l'université de Marbourg. Puis il est parti aux États-Unis d'Amérique et a obtenu sa maîtrise en mathématiques appliquées à l'université de Kansas City (maintenant connue sous le nom d'Université du Missouri-Kansas City). Il a obtenu son doctorat en mathématiques au California Institute of Technology (Caltech) en 1955 sous la direction de Robert Dilworth. Ensuite, il a travaillé au sein du laboratoire de recherches de la General Electric Company, développant et présentant des principes informatiques. En 1965, il est devenu professeur à l'université Cornell, où il a participé à la création du département d'informatique et en a été le premier président.

## Travaux
Juris Hartmanis est l'un des fondateurs de la théorie de la complexité. On lui doit notamment le théorème de hiérarchie en temps déterministe. Il a également émis la conjecture de Berman-Hartmanis.